# أرمن تركيا
الأرمن الأتراك (بالتركيّة: Türkiye Ermenileri؛ بالأرمنية: Թուրքահայեր) هم من المجتمعات والسكان الأصليين في تركيا، وقد قدر عددهم بين 50,000 إلى 70,000 نسمة. بعدما وصل عددهم إلى نحو مليوني نسمة في عام 1915 عشية مذابح الأرمن. اليوم، تتركز الغالبية العظمى من الأرمن في مدينة إسطنبول. للأرمن في تركيا حاليًا عشرات الكنائس والمدارس وجمعياتهم الخيرية ومراكزهم الثقافية، والصحف الخاصة والمدارس، والأغلبية من أرمن تركيا تنتمي إلى الديانة المسيحية ومذهب مذهب الكنيسة الرسوليّة الأرمنيّة.
خلال القرن التاسع عشر تحسنت أوضاع الملّة الأرمنيّة الأرثوذكسيّة لتُصبح أكثر طوائف الدولة العثمانية تنظيمًا وثراءً وتعليمًا، وعاشت النخبة من الأرمن في عاصمة الدولة العثمانية حيث تميزوا بالغناء الفاحش وعلى وجه الخصوص العائلات الكبيرة المعروفة آنذاك كعائلة دوزيان وباليان ودادايان حيث كان لهم نفوذ اقتصادي كبير في الدولة. حتى الإبادة الجماعية للأرمن في عام 1915، فإن معظم السكان الأرمن في تركيا (خلال عصر الدولة العثمانية) عاش في الأجزاء الشرقية من البلاد.

## تاريخ

### الدولة العثمانية

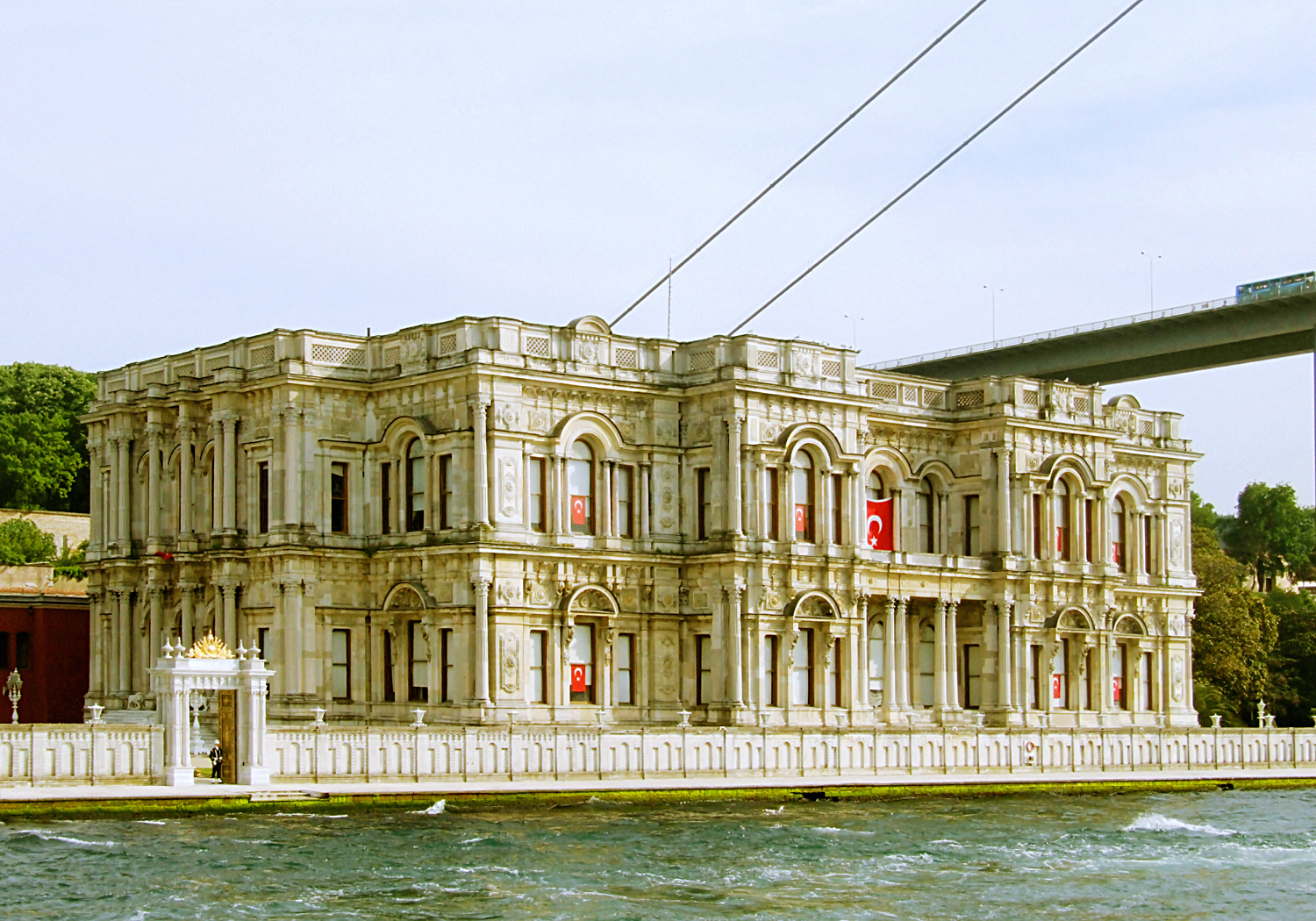
قصر بيلارباي في إسطنبول وقد صممه أبناء أسرة باليان الأرمنية.

خلال القرن التاسع عشر تحسنت أوضاع الملّة الأرمنيّة الأرثوذكسيّة لتُصبح أكثر طوائف الدولة العثمانية تنظيمًا وثراءً وتعليمًا، وعاشت النخبة من الأرمن في عاصمة الدولة العثمانية حيث تميزوا بالغناء الفاحش وعلى وجه الخصوص العائلات الكبيرة المعروفة آنذاك كعائلة دوزيان وباليان ودادايان حيث كان لهم نفوذ اقتصادي كبير في الدولة. إلى جانب الاستفادة من تطور بنية المدراس الأرمنية التابعة للكنيسة عمل الأرمن في التجارة والمهن الحرة مما أدى إلى تحسن أوضاعهم الاجتماعية، وظهر أشخاص شغلوا مناصب هامة مثل المُحسن ورجل الأعمال كالوست كولبنكيان الذي لعب دورًا رئيسيًا في جعل احتياطي النفط في الشرق الأوسط متاحًا للتنمية الغربية.
أنشأ الأرمن الصحافة الأولى في الدولة العثمانية ولعّل دريان كليكيان الصحفي ومؤسسس أولى الصحف في تركيا والبروفسور في جامعة اسطنبول العثمانيّة أبرز هؤلاء ولعب أرمن تركيا دورًا في تطوير الأدب الأرمني، وبرزت أسرة باليان الأرمنيّة في مجال العمارة والهندسة ولمدة خمسة أجيال صممت سلالة باليان عدد هام من المباني الرئيسية في الدولة العثمانية بما في ذلك القصور والأكشاك والحمامات العامة والمساجد والكنائس والمباني العامة المختلفة، ومعظمها في الآساتنة. خدم تسعة من أعضاء العائلة ستة سلاطين في سياق قرن تقريبًا وكانوا مسؤولين عن الهندسة المعمارية للعاصمة. نظم الأرمن أنفسهم فأنشاؤوا النوادي، الأحزاب السياسية، والجمعيات الخيرية بالإضافة إلى المدارس والكنائس والمستشفيات.
كان الأرمن في الدولة العثمانية خاضعين في كثير من الأحيان إلى جيرانهم الأتراك والأكراد الذين أرهقوهم بالضرائب التي رافقتها في كثير من الأحيان حالات الاختطاف والتهديد والسرقة وفي بعض الأحيان كانوا يرغمونهم على اعتناق الإسلام وفي حال الرفض كان يتم القضاء عليهم مع نوع من التجاهل وعدم التدخل لهذه الحالات من قبل الحكومة المركزية أو السلطات المحلية في الولاية.
كان الأرمن في الإمبراطورية يعتبرون مواطنين من الدرجة الثانية رغم بعض الحريات المحدودة التي أعطيت لهم كحق العبادة ولكن بقي يطلق عليهم بالتركية "Gavours" أي الكفار أو عديمي الإيمان.
بالإضافة إلى المضايقات السابقة فقد تعرض المسيحيون بشكل عام والأرمن بشكل خاص إلى مضايقات من نوع آخر تتمثل في رفض شهادتهم في المحاكم وحرمانهم من حمل السلاح أو ركوب الخيل، كما ومنع الأرمني أن تكون شرفة بيته مطلة على بيوت الأتراك المسلمين وتم التضييق على ممارساتهم الدينية ومثال ذلك حرمان الكنائس الأرمنية من دق الأجراس، وكل من لا يتقيد بهذ القوانين تتراوح عقوبته بين الغرامات المالية والإعدام.

### المذابح الأرمنية

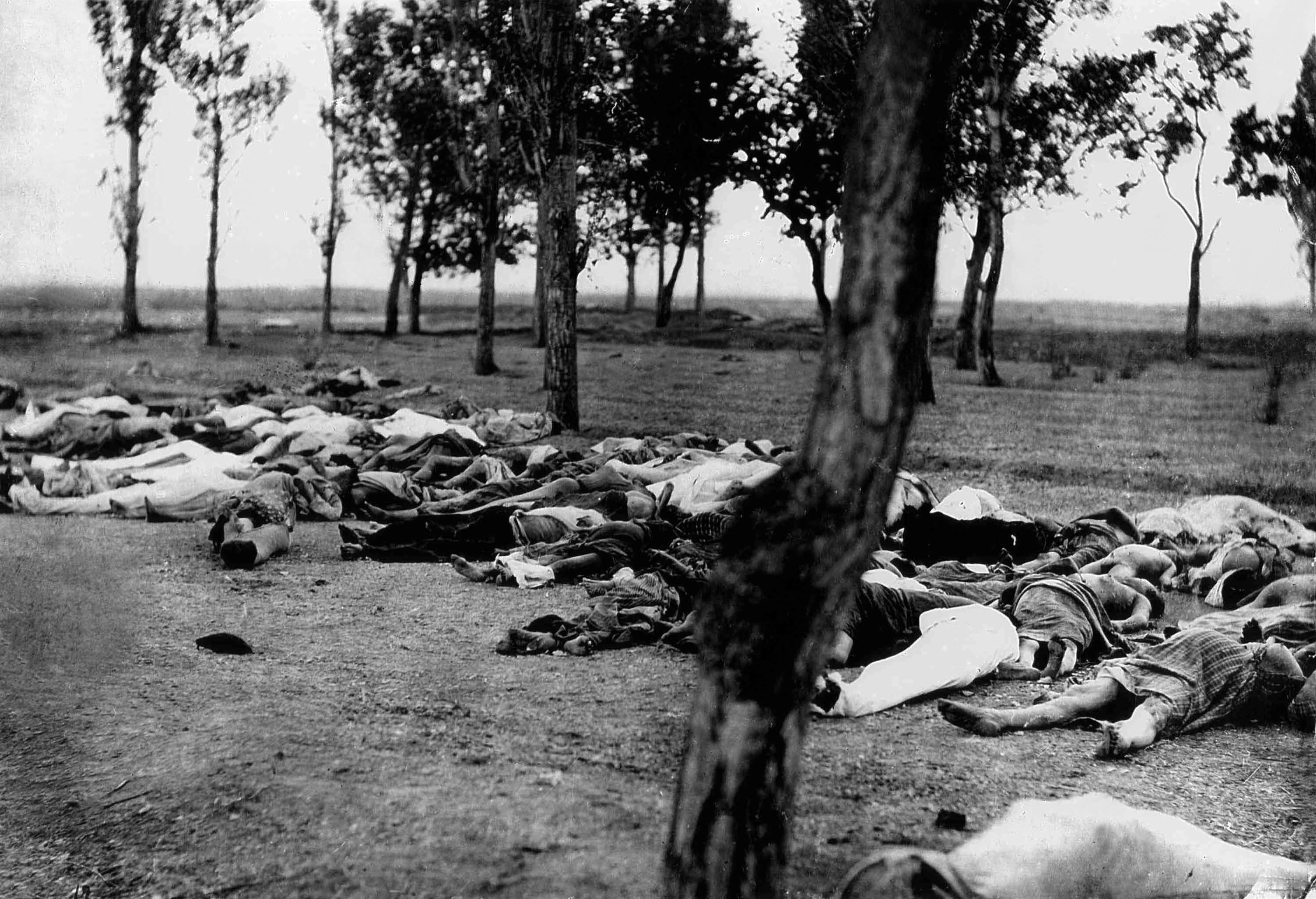
صورة تعود لأوائل القرن العشرين خلال مذابح الأرمن تظهر مجموعة من الأرمن القتلى. نُشرت الصورة عام 1918م.

كان الأتراك الشبان قلقين بشكل خاص من انتشار الولاء للفكر اليوناني من مناطق غرب الأناضول والبحر الأسود إلى وسط الأناضول نظراً لأن اليونانيين في ذلك الوقت كانوا أقوى من الأتراك اقتصاديًا وأكثر علمًا، وكانت هناك أقلية أخرى ضمن الدولة العثمانية تتمتع بموارد مالية وهم الأرمن. كان الأتراك الشبان يعتقدون أن هاتين الفئتين المسيحيتين تهددان وجود وسلطة الدولة، وأن وجودهما نتيجة مباشرة لتسامح الحكومات العثمانية السابقة. ورأى الأتراك الشبان أنه، في ظل نفوذ الألمان، فإن الأقليات المسيحية التي تتحول ببطء إلى قوة اقتصاديَّة وسياسيَّة ستسيطر في نهاية المطاف على الدولة. بعد حرب البلقان الثانية والتي انتهت في عام 1913، اتخذ قرار بالقضاء على كل العناصر المسيحية في المجتمع العثماني ومصادرة ثرواتها، وتم تطبيق خطة ممنهجة لتحقيق هذا الهدف. ومع قرب خريف عام 1913 بدأت تتشكل ميليشيات محلية.
عشية الحرب العالمية الأولى وصلت أعداد الملّة اليونانية الأرثوذكسية حوالي 1.8 مليون نسمة. في حين ترواحت أعداد الملّة الأرمنية الأرثوذكسية بين 1.7-2.3 مليون نسمة. يوم 24 نيسان في عام 1914 فيه تم اعتقال أكثر من 250 من أعيان الأرمن في إسطنبول. وبعد ذلك، طرد الجيش العثماني الأرمن من ديارهم، وأجبرهم على المسير لمئات الأميال إلى الصحراء من ما هو الآن سوريا، وتم حرمانهم من الغذاء والماء، المجازر كانت عشوائية وتم مقتل العديد بغض النظر عن العمر أو الجنس، وتم اغتصاب والاعتداء الجنسي على العديد من النساء. اليوم أغلبية مجتمعات الشتات الارمني نتيجة الإبادة الجماعية.
قامت الدولة العثمانية في قتل متعمد والمنهجي للسكان الأرمن خلال وبعد الحرب العالمية الأولى، وقد تم تنفيذ ذلك من خلال المجازر وعمليات الترحيل، والترحيل القسري وهي عبارة عن مسيرات في ظل ظروف قاسية مصممة لتؤدي إلى وفاة المبعدين. يقدّر الباحثين ان اعداد الضحايا الأرمن تتراوح ما بين مليون و1.5 مليون نسمة. كذلك تعرضت مجموعات عرقية مسيحية بالمهاجمة والقتل من قبل الدولة العثمانية منهم آشوريين/سريان/كلدان وذلك عن طريق سلسلة من العمليات الحربية التي شنتها قوات نظامية تابعة للدولة عثمانية بمساعدة مجموعات مسلحة كردية شبه نظامية استهدفت مدنيين آشوريين/سريان/كلدان أثناء وبعد الحرب العالمية الأولى. أدت هذه العمليات إلى مقتل مئات الآلاف منهم كما نزح آخرون من مناطق سكناهم الأصلية بجنوب شرق تركيا الحالية وشمال غرب إيران. سميت هذه المذابح التي استهدفت السريان باسم مذابح سيفو وتعرف كذلك بالمذابح الآشورية ويقدر الدارسون أعداد الضحايا السريان/الآشوريين بما بين 250,000 إلى 500,000، وضد اليونانيين حيث قامت حكومة تركيا الفتاة الوريثة للإمبراطورية العثمانية بتحريض أعمال العنف ضد الأقليّة اليونانية البنطية في البنطس وغيرها من المناطق التي تقطنها الأقليات الإغريقية. تضمنمت الحملة مذبحة، نفي من المناطق يتضمن حملات قتل الواسعة ضد هذه الأقليات. كان عدد الضحايا وفقاً للمصادر حوالي النصف مليون.

### الجمهورية التركية
بعد تأسسيس الجمهورية التركية وفي عام 1942 تم فرض ضرائب باهظة على المواطنين الأثرياء والتي استهدفت بشكل خاص المسيحيين واليهود الذين كانوا يسيطرون على جزء كبير من الاقتصاد التركي، بمقدار عشرة في المئة على الفرد الواحد، وتم مصادرة عدد من مؤسساتهم واقفال مدارسهم مما أدى لهجرة عدد كبير من المسيحيين واليهود.

## الوضع الحالي

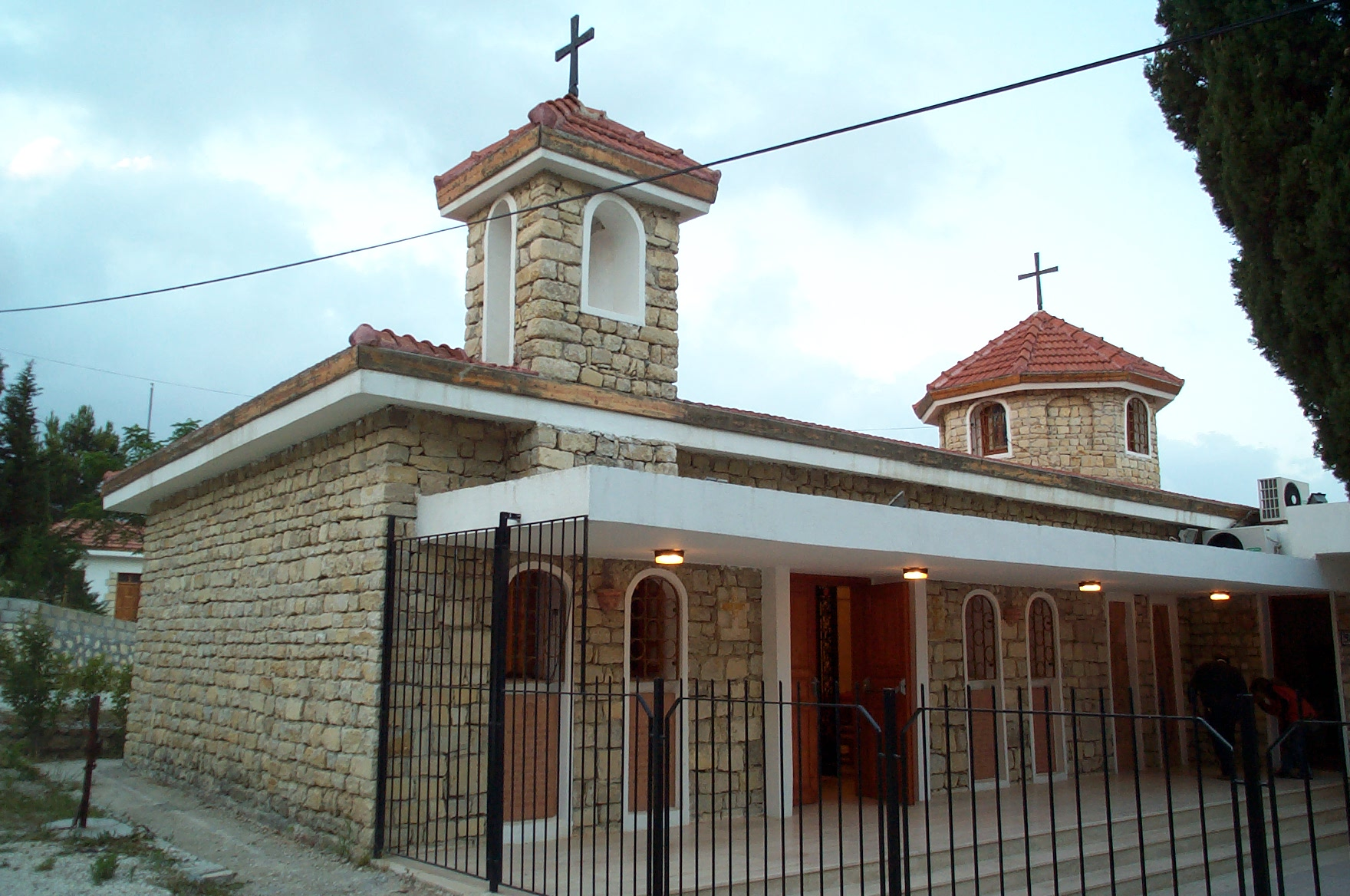
كنيسة قرية فاكيفلي في محافظة هاتاي، وهي القرية الأرمنيّة الوحيدة المتبقية في تركيا.

جراء تفريغ الأناضول الشرقي من السكـان الأرمن، تحوّل من تبقى منهم إلى المدن الكبرى، ولا سيمّا إسطنبول، وممارسة نشاطات تجارية وحرفية في نطاق ضيق. وقد خلقت الروابط بين الشتات الارمني في العالم وأفراد الطائفة الأرمنيّة في تركيـا، شكوكاً لدى السلطات التركية التي كانت تتخذ إجراءات من وقت لآخر لتضييق نشاط السكان الأرمن.
اليوم، من أصل مئات الآلاف من الأرمن كانوا يسكنون في تركيا عشية الحرب العالمية الأولى، وبعد موجات الهجرة الكثيفة خلال الحرب وبعدها، لم يبقَ في تركيا الآن سوى بضعة آلاف تتفاوت التقديرات حول عددهم من 60 إلى 80 ألفاً، تعيش أكثريتهم الساحقـة في إسطنبول حيث يوجد المقر الرئيسي لبطريركيَّتهم في منطقة «كوم قابي» في مقر فرعي في منطقـة «رومللي حصار»، وفروع أخرى في محافظات: قيصري، ديار بكر والإسكندرونة. وما يزال يوجد حوالى الألف شخص في مدينة أنقرة، فضلاً عن القرية الأرمنية الوحيدة في تركيا فاكيفلي. ويتحدث هؤلاء جميعاً اللغة الأرمنية، فيما يتوزعون مذهبياً على ثلاث كنائس: كنيسة الأرمن الأرثوذكس، والكنيسة الكاثوليكية والكنيسة البروتستانتية. وبإستثناء حالات قليلة جداً، فإن مشاركة الأرمن في الحياة السياسية التركية معدوم تقريباً منهم إتيان محجوبيان، وهو كاتب معروف من أصل أرمني، والذي ترأس منصب أبرز مستشاري داود أوغلو.
أما عن مشاركة الأرمن في الحياة العامة في الدولة، فقد كان لهم دور لكثير من أفرادهم وعائلاتهم في اقتصاد الدولة. فلم يشاركوا في التجارة فقط، بل شاركوا في جميع القطاعات الاقتصادية من صناعة المجوهرات، والتجارة في عملات الذهب والفضة، وصناعة الخزف والمنسوجات وغيرها. ومع الوصول للقرن التاسع عشر نجد أن الدولة قد سمحت الدولة لهم بدستور خاص بهم ينظم شئون حياتهم يتكون من 150 مادة في عام 1863، كما كان الممثل الأرمني والممثلة الأرمينية هم المسيطرون على مسارح الدولة، وكانوا يملكون مئات المدارس في القرن التاسع عشر الخاصة بتعليم أولادهم، ووصلت شخصيات منهم إلى أعلى مناصب في الدولة مثل وزير الخارجية، ووصلت عائلات منهم إلى المعماريين الرسميين للدولة مثل عائلة باليان التي تنتشر آثارها في عاصمة الدولة، فهم مصممون مثلاً قصر الدولمابهجة، ومنهم من ذاع صيته كمؤلف للموسيقى العثمانية الكلاسيكية.

### أرمن إسطنبول
كان الأرمن في إسطنبول (بالأرمنيّة: Պոլսահայեր؛ بالتركيّة: İstanbul Ermenileri) تاريخيًا واحدة من أكبر الأقليات الدينية في مدينة إسطنبول. وغالبًا ما يشار إلى المدينة من قبل الأرمن باسم بولس (بالأرمنية:Պոլիս) من قبل وهي كلمة مشتقة من الاسم التاريخي للمدينة وهي القسطنطينية. تشير معظم الإحصائيات إلى أنّ عدد الأرمن في المدينة تتراوح بين 50,000 إلى 60,000 و70,000 نسمة.
ويتخذ من إسطنبول مقرًا أيضًا رئيس أساقفة الجالية التركية الأرثوذكسية ورئيس أساقفة الأرمن الأرثوذكس في تركيا. حيث أن الغالبية العظمى من الأرمن في إسطنبول ينتمون إلى الديانة المسيحية والكنيسة الأرمنية الأرثوذكسيية مع أقلية تتكون من 3,450 أرمني يتبعون كنيسة الأرمن الكاثوليك. تاريخيًا كانت بعض الأحياء والنواحي تأوي أعدادًا كبيرة من غير المسلمين من سكان إسطنبول، مثل حي «بوابة الرمال» (بالتركية: Kumkapı) وحي ساماتيا الذي كان يسكنه عدد كبير من الأرمن الأرثوذكس.
يملك الأرمن في إسطنبول 18 مدرسة يدرس فيها 3,000 طالب أرمني و34 كنيسة ومستشفيان (مستشفى المخلص الأرمني ومستشفى سورب آغوب) كما يملك الأرمن جريدتين في اللغة الأرمنية والتركية فضلًا عن الكنيسة الرسولية الأرمنية بطريركية القسطنطينية والتي تعتبر المركز الروحي والحضاري والثقافي للأرمن الأتراك في مدينة إسطنبول.
تاريخيًا امتلك الأرمن شبكة واسعة من المؤسسات الثقافية والاجتماعية والمدارس والكنائس والمستشفيات في احصائية تعود إلى سنة 1914 عشية مذابح الأرمن امتلك الأرمن 2,538 كنيسة، و1,996 مدرسة." لكن عشية المذابح الأرمنية تم مصادرة وهدم أغلبية الكنائس والمدارس والمشافي والمؤسسات ومنازل ومتاجر الأرمن منها القصر الرئاسي حيث يقيم رئيس الحكومة التركية حيث كان القصر يعود لأسرة أرمنية وهي أسرة التاجر أوهانس كاسبيان.

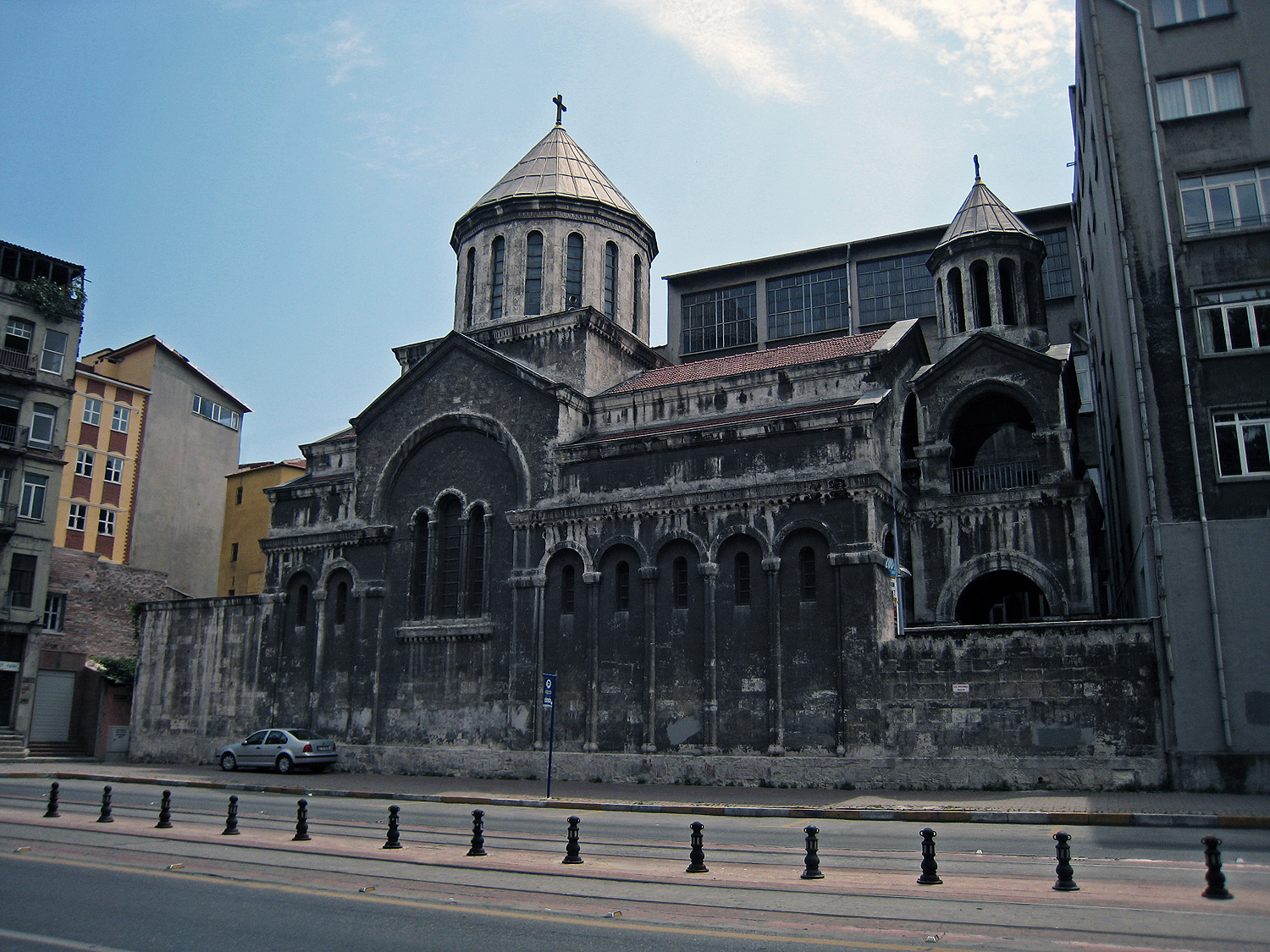
مدرسة جيترونجان الأرمينية الثانوية تتقدمها كنيسة أرمنية.
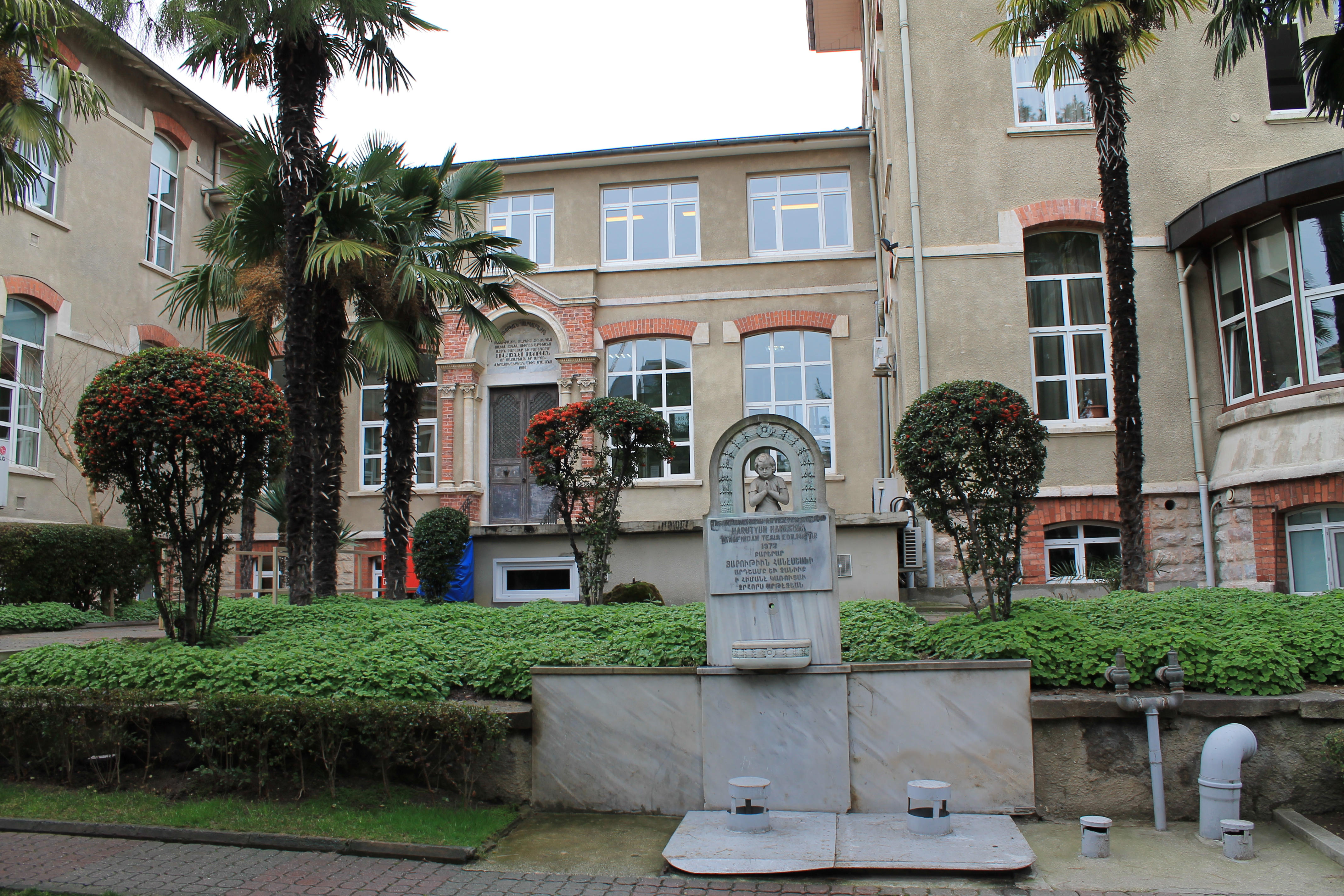
مستشفى المخلص الأرمني في إسطنبول.
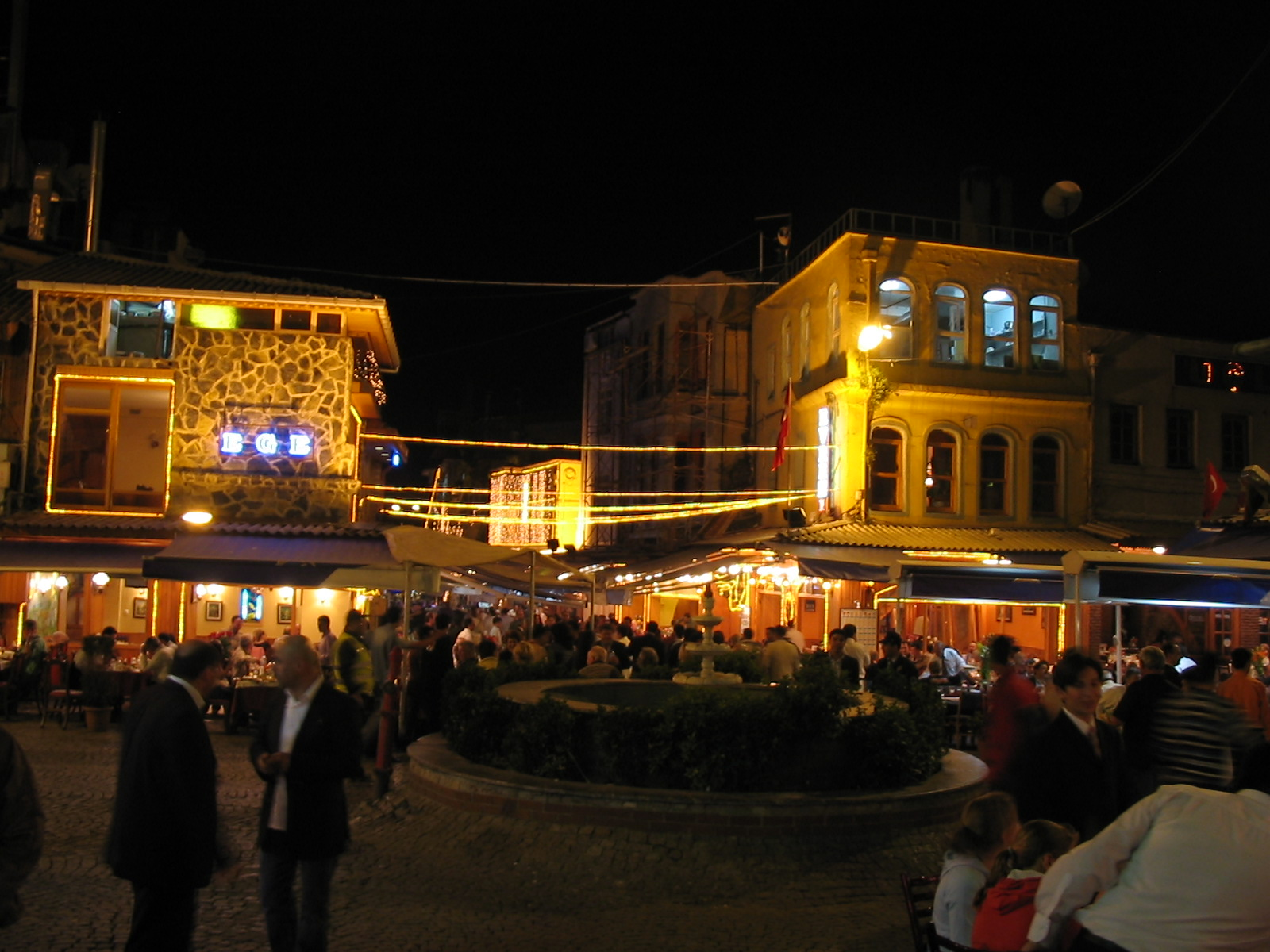
حي بوابة الرمال اليوم لا تزال جاليًّة أرمنية تقطن في الحي وتملك مدارس وكنائس ومطاعم وأندية مختلفة.
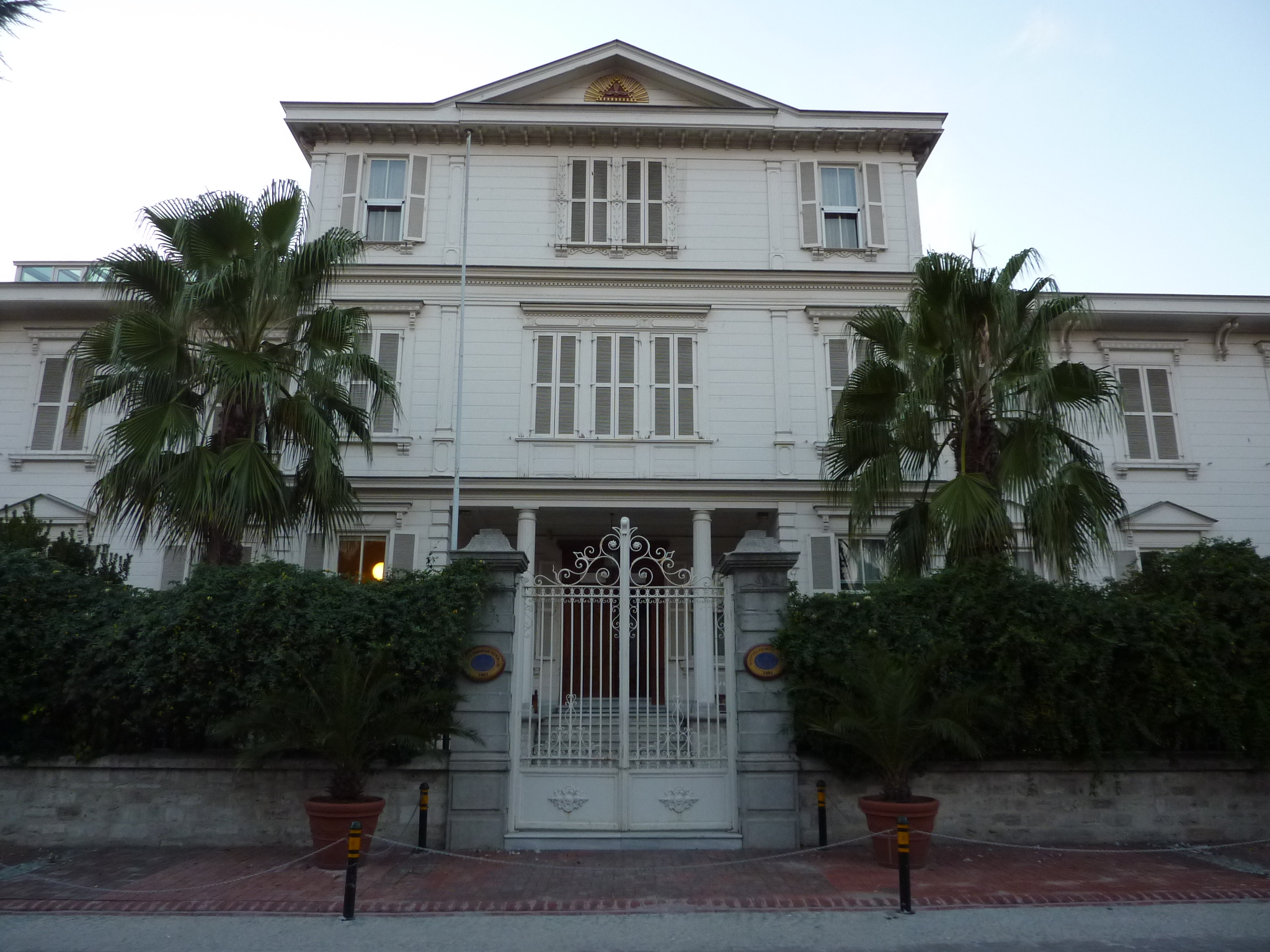
مركز الكنيسة الرسولية الأرمنية بطريركية القسطنطينية.
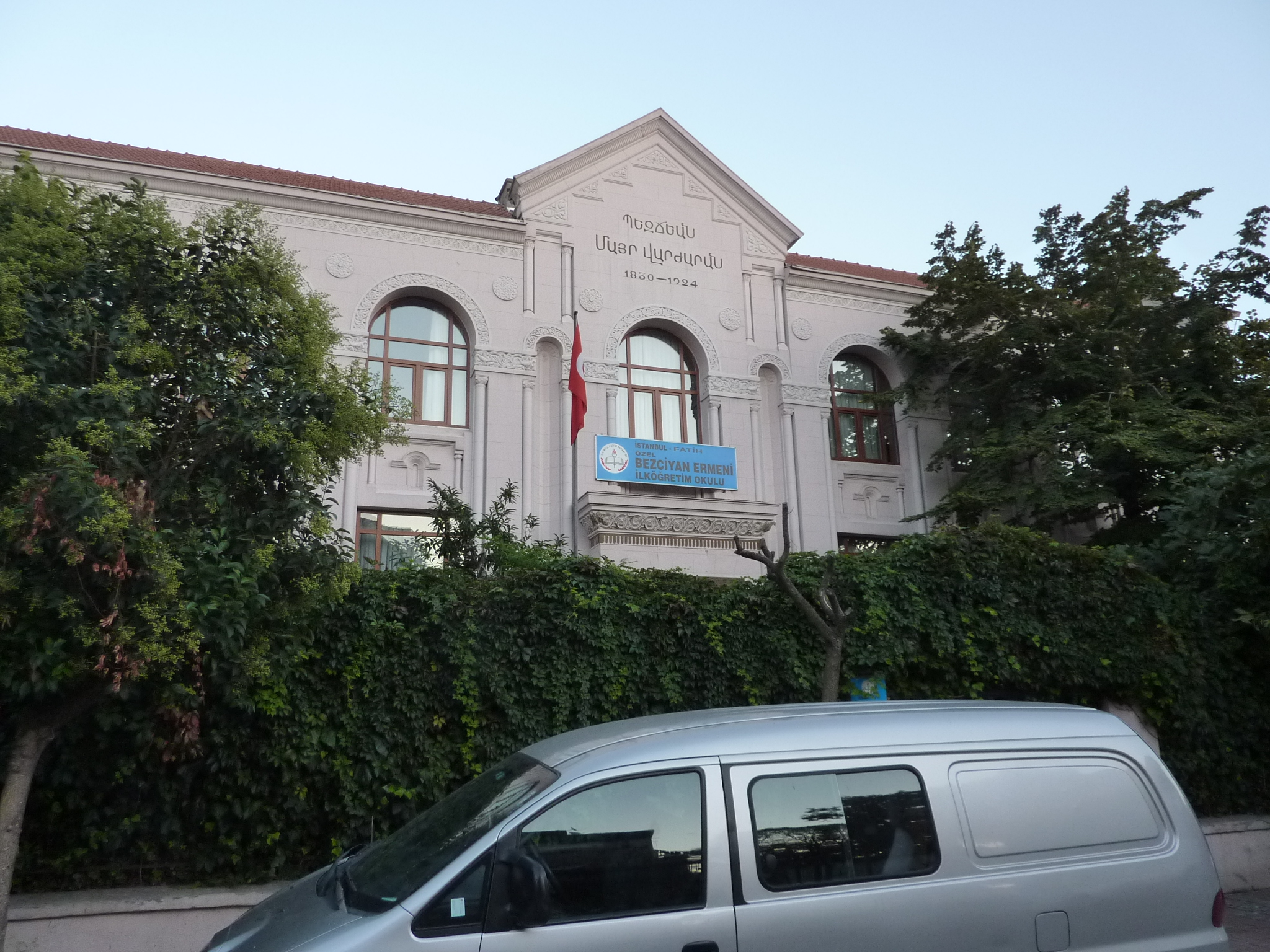
المدرسة الأرمنيّة التابعة لبطريركية القسطنطينية.